# Hanna Sygietyńska-Kwoczyńska
Hanna Sygietyńska-Kwoczyńska (ur. 15 grudnia 1930 w Warszawie, zm. 1 października 2017) – polska historyczka sztuki, Honorowa Obywatelka Miasta Siedlce.

## Życiorys
Pochodziła z Warszawy. Jej ojciec Maksymilian Aleksander był architektem, zaś dziadek Antoni Sygietyński – pisarzem i krytykiem literackim, zaś Tadeusz Sygietyński, założyciel Państwowego Zespołu Ludowego Pieśni i Tańca „Mazowsze”, był jej stryjem.
Egzamin dojrzałości złożyła w warszawskim Liceum im. Narcyzy Żmichowskiej. W 1954 uzyskała stopień magistra historii sztuki na podstawie pracy napisanej pod kierunkiem prof. Stanisława Lorentza na Uniwersytecie Warszawskim. Pracowała w Muzeum Ziemi w Warszawie, a następnie w Instytucie Sztuki Polskiej Akademii Nauk. Razem z Izabellą Galicką w ramach Katalogu Zabytków Sztuki opracowała 40 tomów dotyczących województwa warszawskiego. 
W 1964 Sygietyńska i Galicka w trakcie inwentaryzacji w Kosowie Lackim przypisały autorstwo znajdującego się tam obrazu Ekstaza świętego Franciszka hiszpańskiemu malarzowi El Greco. Artykuły autorstwa Sygietyńskiej i Galickiej poświęcone obrazowi ukazały się zarówno w prasie naukowej w Polsce jak i w prasie hiszpańskiej, włoskiej i angielskiej. W 2014 została wyróżniona „Aleksandrią”, honorową nagrodą Prezydenta Miasta Siedlce, zaś w 2015 uhonorowana tytułem Honorowy Obywatel Miasta Siedlce.
Była żoną kardiologa prof. Jana Kwoczyńskiego (1915–2006), jednego z pionierów współczesnej polskiej kardiologii.

## Wybrane odznaczenia
- Krzyż Oficerski Orderu Odrodzenia Polski (2009)[3]